# Centro de Estudos Sobre Novas Religiões
CESNUR  (Centro Studi sulle Nuove Religioni, "Centro de Estudos de Novas Religiões") é uma organização sem fins lucrativos com sede em Turim, Itália, que estuda novos movimentos religiosos e se opõe ao movimento anticulto. Foi fundada em 1988 por Massimo Introvigne, Jean-François Mayer e Ernesto Zucchini. Seu primeiro presidente foi Giuseppe Casale. Mais tarde, Luigi Berzano tornou-se presidente do CESNUR.
O CESNUR foi descrito como "o grupo de lobby e informação de maior destaque para religiões controversas". Os estudiosos do CESNUR defenderam grupos tão diversos como a Igreja da Unificação, a Igreja de Cientologia, a Ordem do Templo Solar (responsável por 74 mortes em homicídios e suicídios em massa), e Igreja Shincheonji de Jesus, acusada de ter ajudado na propagação da pandemia de COVID-19 na Coreia do Sul.
O CESNUR se descreve como uma organização acadêmica independente, mas a organização tem recebido críticas por supostos laços pessoais e financeiros com os grupos que estuda; o antropólogo Richard Singelenberg questionou em 1997 se o CESNUR é "muito amigável e não faz comentários críticos suficientes sobre novos movimentos religiosos e seitas". De acordo com o sociólogo Stephen A. Kent, "muitos estudiosos, no entanto, vêem tanto o CESNUR quanto o INFORM sob uma luz favorável, e compartilham suas críticas aos 'monitores de seitas' na França, Alemanha e Bélgica."
O CESNUR publica O Jornal do CESNUR, um jornal sobre novos movimentos religiosos, e Bitter Winter, uma revista online sobre questões religiosas na China. O CESNUR patrocina conferências anuais; sua conferência de 2019 contou com a presença de mais de duzentas pessoas.

## História
O CESNUR foi fundado em 1988 num seminário organizado por Massimo Introvigne, Jean-François Mayer e Ernesto Zucchini na Itália. Introvigne é um advogado italiano de propriedade intelectual e professor de sociologia que também atua como diretor do grupo. Membro da organização conservadora católica Alleanza Cattolica desde 1972, Introvigne serviu como vice-presidente desse grupo até 2016. Mayer é um historiador suíço especializado em novos movimentos religiosos. Foi durante algum tempo professor na Universidade de Friburgo e, em 2012, foi nomeado pelo Cantão de Friburgo para preparar um relatório sobre a situação das comunidades religiosas ali. Zucchini é um padre católico que se tornou em 2009 professor de teologia na Escola Teológica da Diocese de Massa Carrara-Pontremoli na Itália e publicou e deu palestras sobre a mística italiana Maria Valtorta e sobre as Testemunhas de Jeová.
Giuseppe Casale, historiador católico e arcebispo da Arquidiocese de Foggia-Bovino, foi nomeado primeiro presidente do CESNUR. Revendo os procedimentos de uma das primeiras conferências do CESNUR, o sociólogo francês Jean Séguy escreveu em 1988 que a maioria dos participantes eram católicos e apresentavam a visão católica tradicional de fenômenos como o Espiritismo e a Nova Era.
Outros membros do conselho do CESNUR incluem Luigi Berzano, Gianni Ambrosio, Reender Kranenborg, Eileen Barker e J. Gordon Melton. Berzano, que mais tarde se tornou presidente do CESNUR, é professor de sociologia na Universidade de Torino. Ambrosio é um sociólogo italiano que se tornou bispo da diocese de Placência-Bobbio em 2007.  Kranenborg é um teólogo reformado holandês. Barker é um sociólogo que escreveu The Making of a Moonie: Choice or Brainwashing? (1984) e formou a Rede de Informação Foco em Movimentos Religiosos (INFORM) em 1988. Melton é Professor de História Religiosa Americana na Universidade Baylor em Waco, Texas.
Em 1995, a Comissão Parlamentar sobre Cultos na França, após os acontecimentos da Ordem do Templo Solar, publicou um relatório crítico sobre os cultos. Isto foi seguido por relatórios semelhantes de outros governos. O CESNUR afirmou que estes textos se baseavam excessivamente em informações fornecidas pelo movimento anti-seitas e criticou-os publicamente, particularmente através de um livro chamado Pour en finir avec les sectes. A estudiosa canadense Susan Jean Palmer escreveu que o título, traduzido como "Para pôr fim às seitas", tinha um duplo significado e era "deliberadamente enganoso", pois, em vez de se referir a seitas de cultos, os autores queriam colocar o fim das críticas governamentais a eles. Os sociólogos franceses Jean-Louis Schlegel e Nathalie Luca revisaram o livro criticamente, observando que embora os autores estivessem certos ao criticar alguns erros do relatório parlamentar, o CESNUR mudou com o volume de uma posição acadêmica para uma posição de defesa militante e para uma defesa unilateral dos cultos. Segundo Palmer, o livro perturbou tanto as autoridades francesas que um de seus co-autores, o historiador francês Antoine Faivre, foi colocado pela polícia em prisão temporária (garde à vue), acusado de ter divulgado detalhes confidenciais sobre as pessoas entrevistadas pela Comissão Parlamentar, embora tenha sido detido apenas por algumas horas e um juiz posteriormente tenha retirado as acusações.
Em 2001 e 2006, o CESNUR publicou duas edições da sua enciclopédia de religiões na Itália.